# Rabi Azubair
Rabi Azubair ibne Fadle Alá (em árabe: رابح الزبير ابن فضل الله), muitas vezes referido apenas como Rabi Azubair (c. 1842 – 22 de abril de 1900), foi um senhor da guerra e comerciante de escravos sudanês que estabeleceu um poderoso império a leste do Lago Chade, no atual país homônimo.
Nascido por volta de 1842 em uma tribo árabe em Halfaia Almuluque, um subúrbio de Cartum, à época do domínio Egípcio, ele serviu pela primeira vez na cavalaria irregular egípcia durante a invasão da Etiópia, sendo ferido na campanha. Quando Rabi deixou o exército na década de 1860, ele se tornou o principal tenente do comerciante de escravos sudanês Azubair Rama Mançor.

## Tenente de Azubair (1870–1879)
No século XIX, Cartum havia se tornado um importante mercado de escravos árabe, abastecido por companhias de cartumis estabelecidas na região de Bar-El-Gazal, onde residiam em zaribas, bases fortificadas com espinheiros mantidas por bazinguires (soldados escravos equipados com armas de fogo, termo emprestado do Turco: basgıncı er). O senhor da guerra e comerciante de escravos Azubair Rama Mançor assumiu o controle das zaribas da região e foi nomeado em 1872 paxá e governador de Bar-El-Gazal pelo quediva Ismail Paxá, governante do Egito.

## Senhor da Guerra(18791890)
Para escapar do Egito, Rabi deixou o Bahr el Ghazal e seguiu para o sul com 700–800 bazinguiris e 400 rifles. Usando as táticas dos Khartumi, ele construiu um reino entre as bacias do Nilo e do Ubangi na década de 1880, na região de Kreich e Dar Benda, ao sul de Uadai, devastando-as completamente.
Em 1885, ele tentou retornar ao Sudão seguindo o convite do Mádi Maomé Amade, que havia liderado a Revolta Madista e tomado Cartum do Egito. O Mahdi enviou como embaixadores Zin el-Abeddin e Jabar, e Rabi os seguiu de volta a Darfur, propondo encontrar o Mahdi em Ondurmã, mas quando soube de uma conspiração para matá-lo, mudou de ideia e retornou ao Chade.

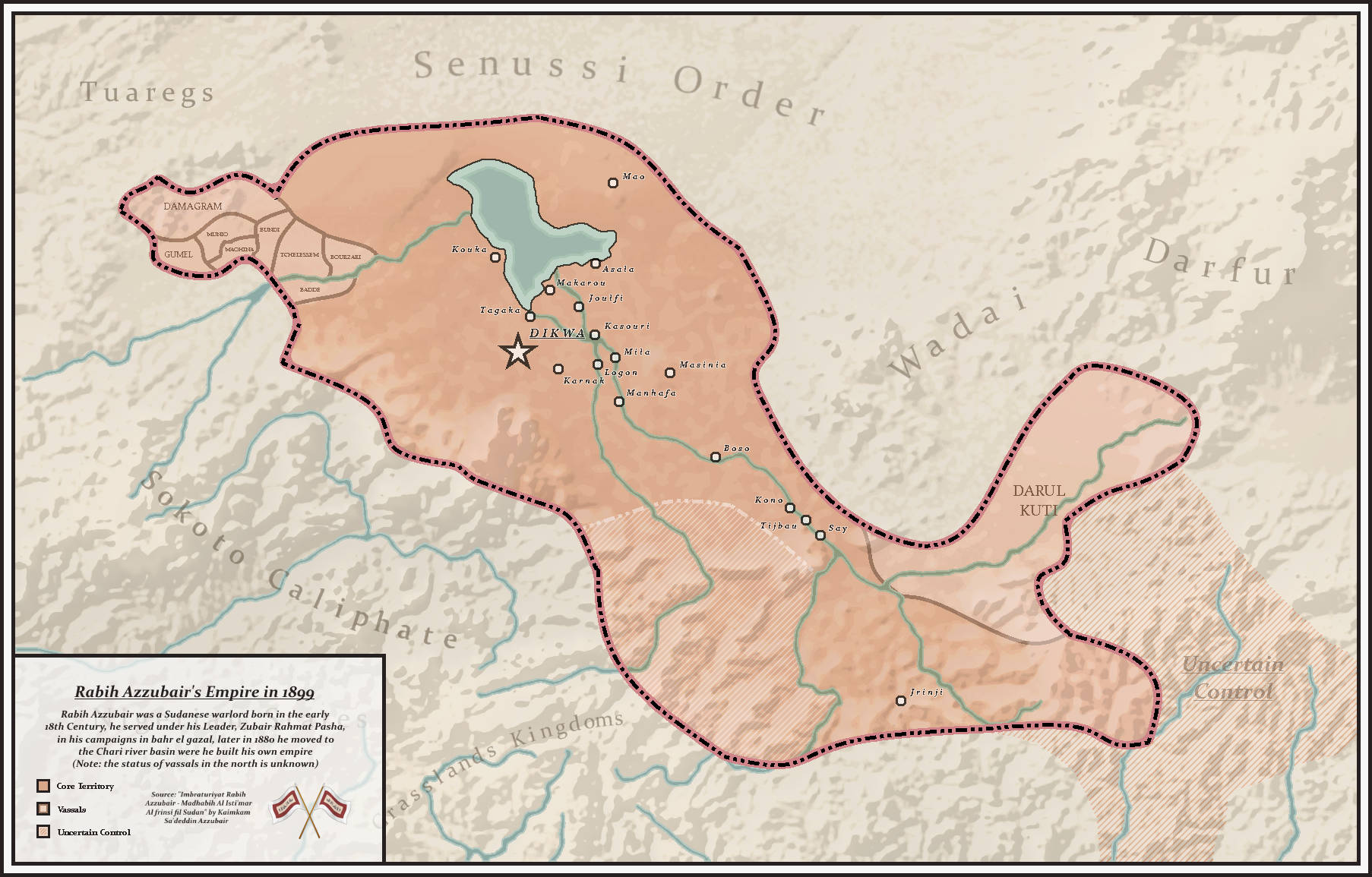
Mapa dos domínios de Rabi em 1899

Em 1887, as forças de Rabi invadiram a região de Darfur, recrutaram bazinguires e se estabeleceram em Dar Alcuti, no entanto, sua campanha contra o aguide Salamate Xarifadim, comandante das tropas do sultão Uadai, falhou. Em 1890, ele atacou novamente o Emir Cobur de Dar Alcuti no norte de Ubangui-Chari, o depôs e estabeleceu em seu lugar seu sobrinho Mádi Assanussi, a quem impôs sua suserania. Esta aliança foi selada pelo casamento de Cadija, filha de Mádi Assanussi, com o filho de Rabi, Fadle Alá. Juntos, Maomé e Rabi realizaram novas campanhas contra Dar Runga, Creiche, Gula e depois Banda Ngao.

Mapa aproximado do império de Rabi em 1896

## Primeiros confrontos com a França (1891–1893)
A aliança de Maomé Assanussi com Rabi preocupou as potências coloniais, especialmente a França, que possuía interesses na África Central. Maomé Assanussi permaneceu fiel a Rabi e em 1891 matou o explorador francês Paul Crampel em Dar Banda. Rabi recuperou as armas da expedição.
No sudeste do Lago Chade, ele atacou Bagirmi em 1892, culpando o Mbang (rei) Abderramão Guaranga por ter assinado um acordo que tornava o seu reino um protetorado francês. Guaranga foi sitiado por três a cinco meses em Manjaffa e mais tarde foi forçado a deixar sua capital, que foi completamente destruída em março de 1893.

## Conquista de Borno (1893)
Em 1893, Rabi também voltou sua atenção para o Império Borno, liderado pelo Shehu (rei) Ashimi de Borno. Borno foi um reino saheliano que havia então existido por vários séculos. Naquele ano, as forças militares do império eram compostas por 80.000 soldados, a maioria escravos comandados por outros escravos, e estavam em pleno declínio.
No caminho para Borno, Rabi capturou o sultão de Karnak Logone, cuja capital prontamente abriu as portas para seu captor. Shehu Ashimi de Borno enviou 15 mil homens para confrontar Rabi; mas este os derrotou em maio ou setembro de 1893, primeiro em Am Hobbio (ao sul de Decoa) e depois em Legaroua com apenas dois mil cavaleiros. Aximi fugiu para o norte do rio Iobe, de onde pode ter tentado negociar com Rabi; mas foi assassinado por instigação de seu sobrinho Quiari, que então tornou-se xeu e decidiu continuar a luta contra Rabi. Rabi encontrou Quiari em Gaxegar, a dois dias de caminhada de Cucaia, capital de Borno, porém foi derrotado e teve seu acampamento capturado. No dia seguinte, Rabi reuniu suas forças e ordenou que 100 chicotadas fossem dadas a todos os seus vassalos, incluindo seu próprio filho favorito, Fadle Alá. Somente Abubacar, que lutou bravamente, foi poupado. Ele  ordenou então uma contraofensiva vitoriosa e Quiari, que se recusou a fugir, foi capturado e decapitado. Após a batalha a capital, Cucaua, foi saqueada e arrasada.
Após a morte do xeu Quiari em 1894, os membros da dinastia El-Kanemi se dispersaram por toda a região. Um grupo fugiu para Damagaram, outros para Cano, alguns para Canem, outros para Mandara, o restante se escondeu em Borno . Rabi mais tarde enviou um convite aos membros restantes da Dinastia para virem viver com ele em Dicua, e vinte e três membros, incluindo dois xeus, Abubacar Garbai e Omar Sanda Quiarimi, aceitaram.
Rabi fez de Dicua sua capital e lá construiu um palácio que mais tarde conquistaria a admiração do futuro governador francês Émile Gentil . Uma lenda local diz que durante a construção houve escassez de água, e sangue foi usado para misturar areia nas paredes da construção.

## O Senhor de Borno (1897–1900)

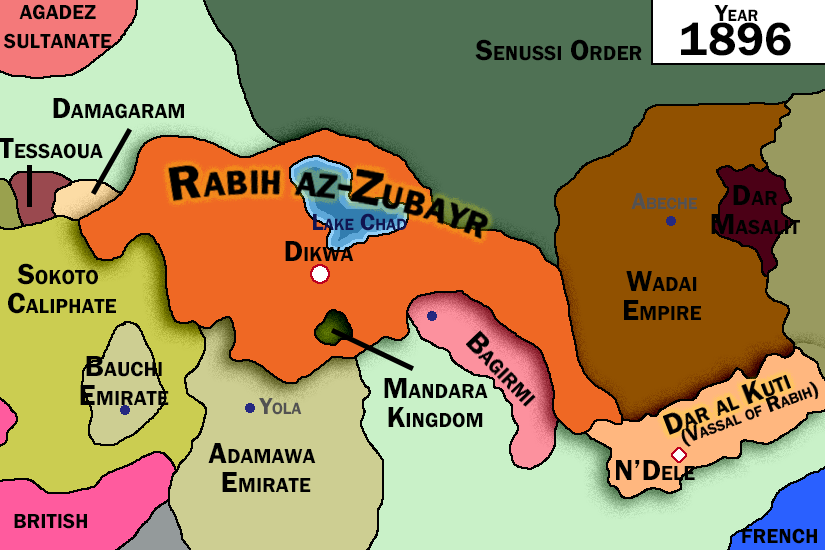
Império de Rabi e região vizinha, 1896

Querendo modernizar seu exército, Rabi tentou em 1895 fazer um acordo com a Real Companhia do Níger em Yola e Ibi para obter pólvora e munição, porém sem sucesso. Ele começou a confrontar a Companhia em 1896 e no ano seguinte chegou a marchar em direção à Cano. No mesmo ano seu vassalo Maomé Assanussi em Dar Alcuti fundou uma capital fortificada, N'délé, entre Bar Auque e o rio Ubangui, que os senussitas mantiveram até 1911.
Durante sete anos, Rabi foi o xeu do Império de Borno e se esforçou para revigorar um império decadente que até então mantinha as mesmas estruturas feudais do século XVI. Rabi manteve os sultões vassalos locais no poder, mas os submeteu aos seus tenentes, que eram em sua maioria árabes sudaneses, como ele. Ele promulgou um código legal baseado na xaria, racionalizou a tributação através da criação de um orçamento, e impôs à Borno uma ditadura militar, o que despertou a atenção das potências coloniais. Émile Gentil falaria das reformas de Rabi em Borno com certo grau de interesse; elas mais tarde o inspirariam durante sua organização do território do Chade.
Muito se fala sobre sua brutalidade (por exemplo, certa vez ele mandou executar uma de suas concubinas porque ela guardava um talismã criado para obter o amor de Rabi, e com ela o marabu que havia decifrado o talismã), ou sobre as noites que ele passava ouvindo Ali, o poeta que cantava suas façanhas.
Mais importante ainda, Rabi lançou uma série regular de razia para saquear e capturar escravos. Este foi um retorno à atividade tradicional dos sultões de Borno, que havia sido descrita em 1526 por Leão Africano . Estima-se que 1.500 a 2.000 escravos eram exportados todos os anos por seu vassalo Mahdi as-Senoussi, excluindo as mortes, baixas e outras perdas que ele infligia. Os totais para Rabi presumidamente foram muito maiores.

## Conflito direto com os franceses (1899–1900)

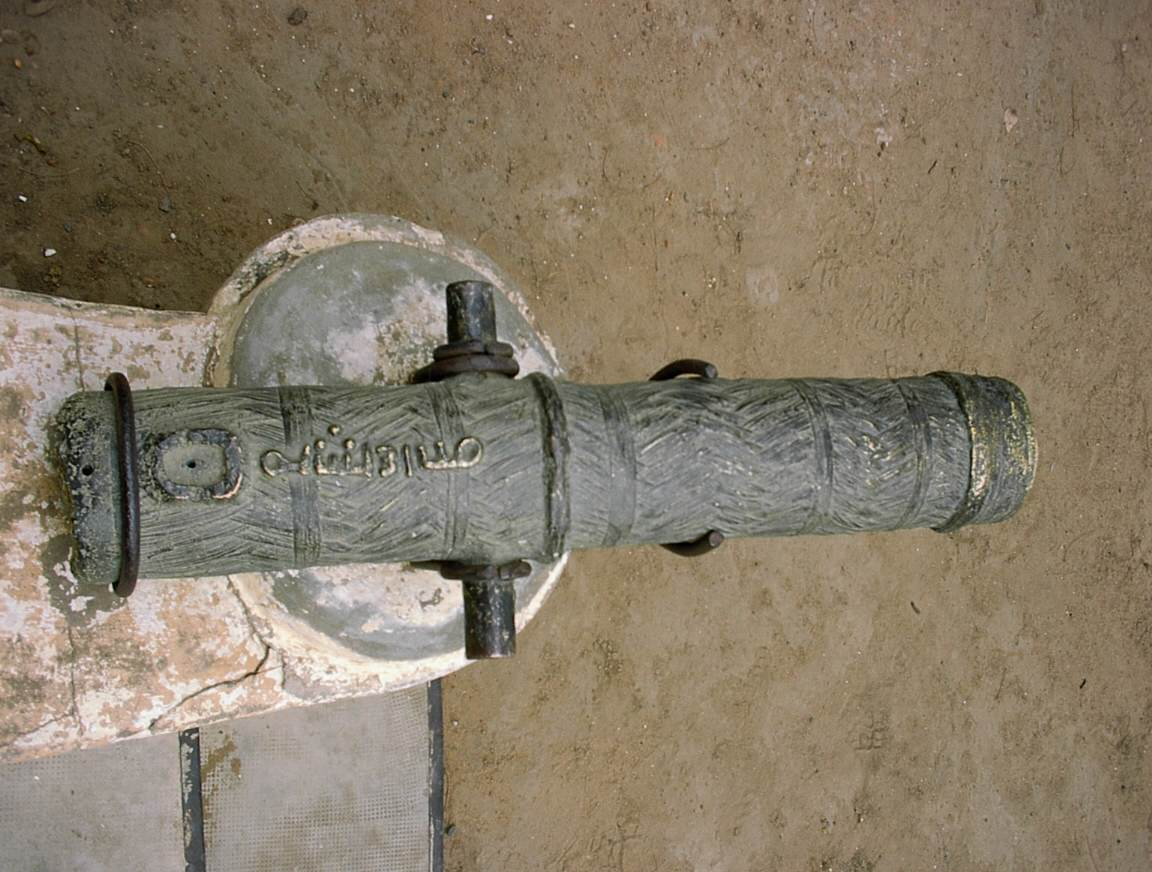
Um dos canhões de Rabi capturado pelos franceses

Em 1899, Rabah tinha à sua disposição 10 mil homens entre infantaria e cavalaria, todos equipados com rifles (a maioria obsoletos, exceto por 400 rifles de fabricação mais nova), além de um grande número de auxiliares equipados com lanças ou arcos. Ele manteve guarnições em Bagara e Karnak Logone.
Em 1899, Rabi recebeu em Decoa o explorador francês Ferdinand de Béhagle. As discussões entre eles degeneraram, e Béhagle foi preso. Em 17 de julho, o tenente Bretonnet, que havia sido enviado pela França contra Rabi, foi morto com a maioria de seus homens na batalha de Togbao, às margens do rio Chari, na atual cidade de Sarh. Rabi ganhou três canhões com esta vitória (que os franceses recapturaram em Kousséri ) e ordenou que seu filho Fadle Alá, que ele havia deixado em Dicoa, enforcasse Béhagle.

Cabeça de Rabi, um troféu do campo de batalha após a luta de 22 de abril de 1900

Em resposta, uma coluna do Exército Francês, vinda do Gabão e liderada por Émile Gentil, apoiada pelo barco a vapor Leon Blot, confrontou Rabi em Cuno no final do ano. Mesmo que os franceses tenham sido repelidos com perdas, isso não os impediu de continuar e tomar Kousséri. Aqui, as tropas de Gentil se combinaram com a coluna Lamy, que havia chegado da Argélia, e com a coluna Joalland-Meynier, que havia marchado do Níger. Lamy assumiu o comando das forças combinadas.
Foi somente depois que Gentil chegou a Canem, em abril de 1900, que ele percebeu que Dicua ficava no Borno "Alemão". Isso significa que as tropas francesas não poderão entrar em Dicua devido à convenção internacional. Gentil decidiu fazer com que o sultão de Baguirmi, Guarangue, escrevesse uma carta ao Xeu Omar Cura reclamando da agressão de Rabi em seu território e pedindo ajuda ao Shehu. O Shehu então respondeu, sob as instruções dos franceses, que ele próprio não tinha capacidades suficientes para atacar Rabi. Ele então autorizou Guarangue e seus aliados, os franceses, a entrar em Borno para derrotar Rabi. Portanto, Gentil obtém sua base legal para uma invasão de Dicua ao obter um convite legítimo do governante de Borno.
O confronto final entre Rabi e os franceses ocorreu na batalha de Kousséri, em 22 de abril de 1900. As forças francesas consistiam em 700 homens, mais 600 fuzileiros e 200 cavaleiros fornecidos pelo Sultanato Aliado de Baguirmi. Deixando Kousséri em três colunas, os franceses atacaram o acampamento de Rabi. Embora o comandante Lamy tenha sido morto na batalha que se seguiu, as forças de Rabi foram subjugadas e, enquanto fugiam pelo Rio Chari, Rabi foi morto.
O filho de Rabi, Fadle Alá, estava em Logone no momento de sua morte. Ao saber da morte de seu pai, ele retornou a Dicua e recolheu os pertences dele e o restante de sua família. Com um exército de cinco mil homens, ele recuou para o sul, estabelecendo-se em Copchi e depois em Mubi, no Emirado de Adamaua. Ele descansou lá por um tempo e depois se mudou para Quilba. De lá, ele enviou uma mensagem a um "residente" britânico, Hewby, em Ibi, pedindo aos britânicos que o reconhecessem como o governante de Borno. Os britânicos enviaram o Major McClintock para entrevistar Fadle Alá e o Major ficou impressionado com ele, recomendando que ele fosse reconhecido sem demora. Mas o Alto Comissário, Frederick Lugard, estava de licença na Grã-Bretanha, o que significa que o reconhecimento seria adiado. Fadle Alá enviou uma força para retomar Dicua de xeu Abubacar Garbai . Em 23 de agosto de 1901, as tropas de Shehu, com algumas tropas francesas, marcharam para Gujba, onde lutaram e mataram Fadle Alá.